# KK Budućnost Podgorica
Košarkaški Klub Budućnost Podgorica (Montenegrijns: Кошаркашки клуб Будус́ност Подгорица), is een basketbalclub gevestigd in Podgorica, Montenegro.

## Geschiedenis
De club werd opgericht in 1949. Tijdens de jaren zeventig was Budućnost een van de topclubs in niet alleen de nationale, maar ook Europese competities. Ze wonnen drie keer de finale om de Servië en Montenegro Cup in 1996, 1998 en 2001. Na het uiteen vallen van Joegoslavië won Budućnost elf keer de Montenegrin First League in 2007, 2008, 2009, 2010, 2011, 2012, 2013, 2014, 2015, 2016 en 2017 en elf keer de Montenegrin Basketball Cup 2007, 2008, 2009, 2010, 2011, 2012, 2014, 2015, 2016, 2017 en 2018.

## Supporters
Budućnost is bijna niet te verslaan in thuiswedstrijden. Dat komt door de ongelooflijke sfeer die de thuisfans maken. Die trouwe supporters noemen zich zelf Varvari (Barbaren), en zijn opgericht in 1987.

## Erelijst
- Servië en Montenegro Cup: 3
  - Winnaar: 1996, 1998, 2001
  - Runner-up: 2002

- Montenegrin First League: 12
  - Winnaar: 2007, 2008, 2009, 2010, 2011, 2012, 2013, 2014, 2015, 2016, 2017, 2019
  - Tweede: 2018

- Montenegrin Basketball Cup: 12
  - Winnaar: 2007, 2008, 2009, 2010, 2011, 2012, 2014, 2015, 2016, 2017, 2018, 2019
  - Runner-up: 2013

- Saporta Cup:
  - Halve finale: 1999

## Bekende (oud-)spelers
| - Slavko Vraneš - Vladimir Mihailović - Ivan Maraš - Manu Lecomte - Udoka Azubuike | - Saša Obradović - Bojan Subotić - Dejan Tomašević - Žarko Paspalj - Kendrick Perry | - Omar Cook |

## Bekende (oud)-coaches
- Bogdan Tanjević